# Britz-Süd
Britz-Süd is een station van de metro van Berlijn, gelegen onder een groenstrook langs de Fritz-Reuter-Allee, nabij de Gutschmidtstraße, in het Berlijnse stadsdeel Britz. Station Britz-Süd werd geopend op 28 september 1963 en is onderdeel van lijn U7. Ten zuidwesten van het station bevindt zich de metrowerkplaats Britz-Süd, die in 1971 in gebruik genomen werd.
In november 1959 begon men bij het toenmalige eindpunt Grenzallee aan de verlenging van lijn CI, de huidige U7, naar de nieuwe woongebieden in Britz en Gropiusstadt. Vier jaar later kwam de 2,9 kilometer lange eerste etappe van deze verlenging tot Britz-Süd in gebruik. Nadat het station zes en een half jaar het zuidelijke eindpunt van de lijn was geweest, werd de U7 in 1970 doorgetrokken naar station Zwickauer Damm.
De stations op dit deel van de lijn onderscheiden zich door een zeer zakelijk, functioneel standaardontwerp zonder opsmuk: een rechthoekige, ondiep gelegen hal met een eilandperron en vierkante steunpilaren. Station Britz-Süd kreeg een wandbekleding van olijfgroene tegels, terwijl de pilaren een donkergrijze betegeling hebben. Aanvankelijk beschikte het station over slechts één uitgang, aan de zuidzijde, leidend naar de Gutschmidtstraße. Hier bevindt zich een bakstenen toegangsgebouw met witte luifel, zoals dat ook bij de nabijgelegen stations Blaschkoallee en Parchimer Allee te vinden is. Na een brand in station Deutsche Oper in 2000 besloot men echter alle Berlijnse metrostations van een tweede uitgang te voorzien als deze niet aanwezig was. Op 3 september 2003 kwam de noordelijke uitgang van station Britz-Süd in gebruik.
Het station is momenteel alleen via trappen en roltrappen te bereiken, maar uiteindelijk moeten alle Berlijnse metrostations over een lift beschikken. De termijn waarbinnen station Britz-Süd van een lift voorzien zal worden is nog niet vastgelegd.